# Kalkjordmossa
Kalkjordmossa (Dicranella varia) är en bladmossart som först beskrevs av Wilson in Braithwaite, och fick sitt nu gällande namn av Gravet 1883. Kalkjordmossa ingår i släktet jordmossor, och familjen Dicranaceae. Inga underarter finns listade i Catalogue of Life.

## Bildgalleri

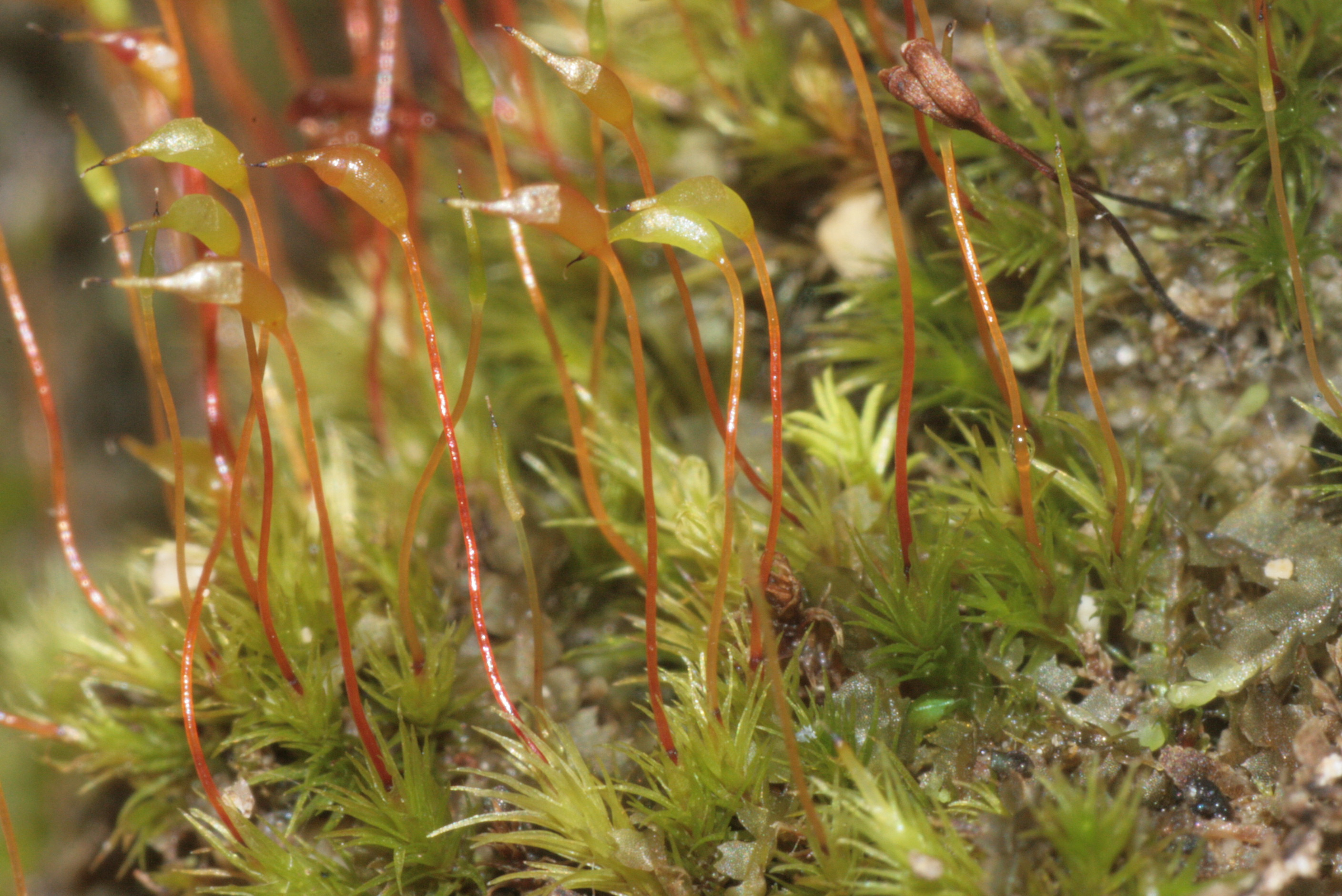
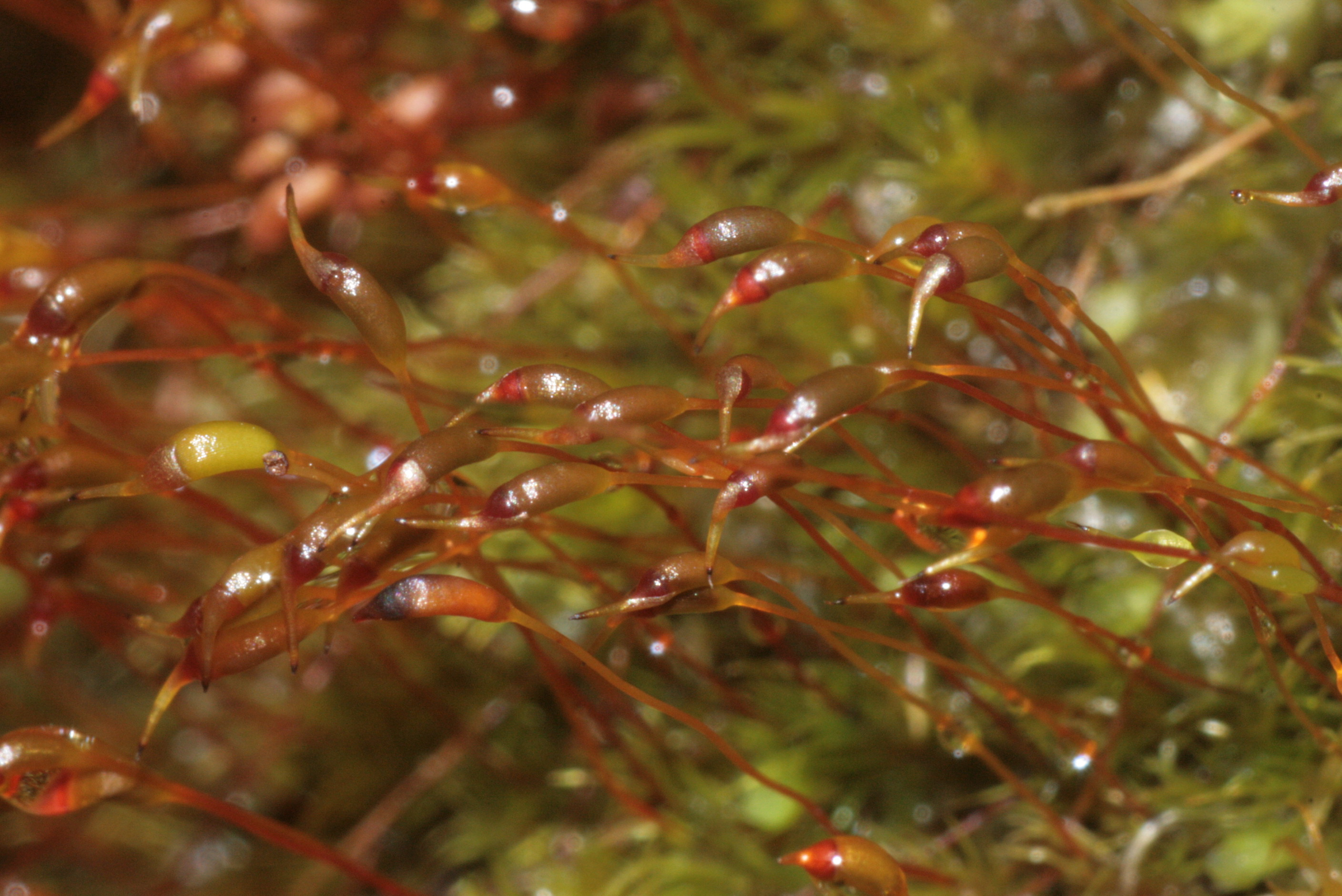
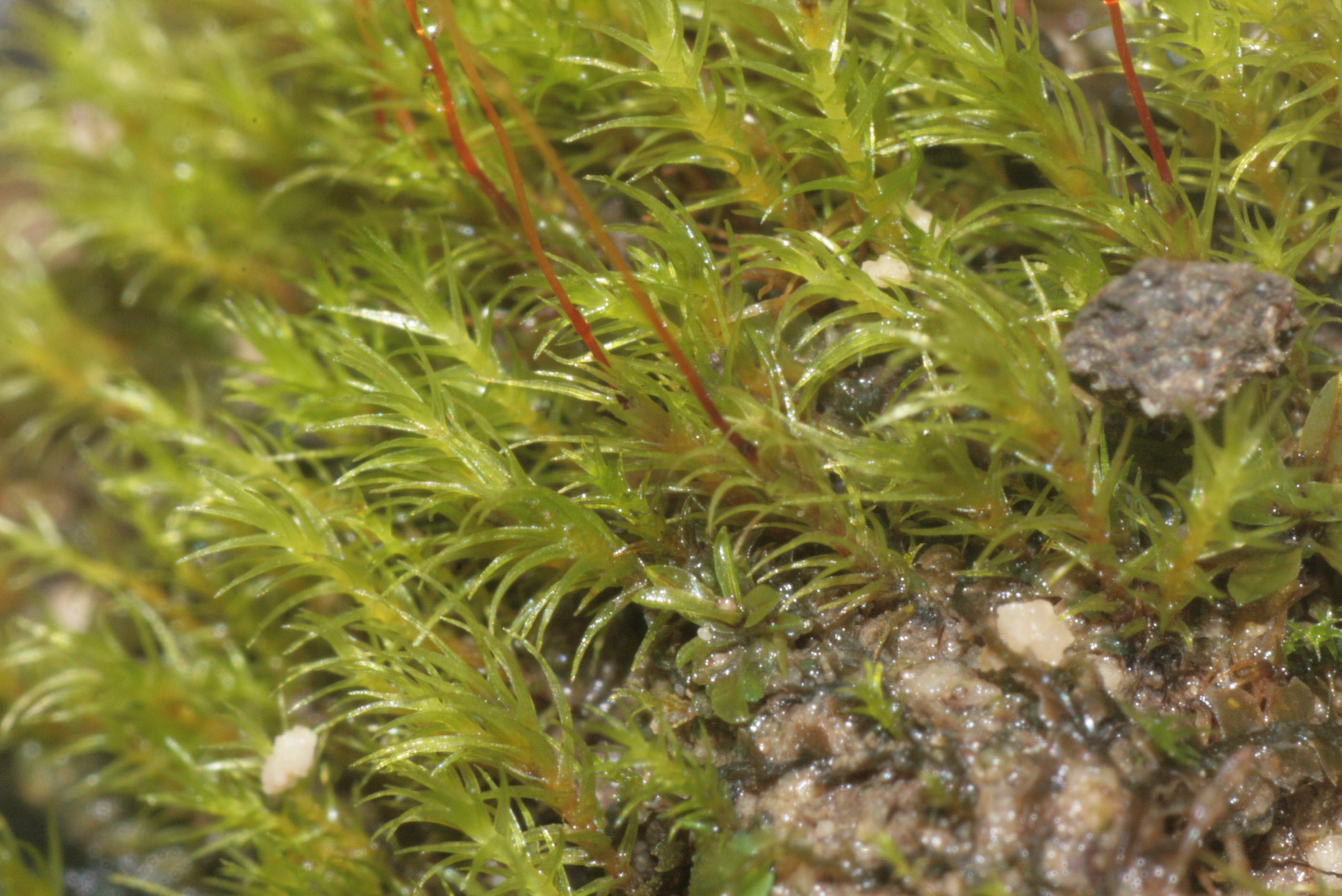